# Нострадамус

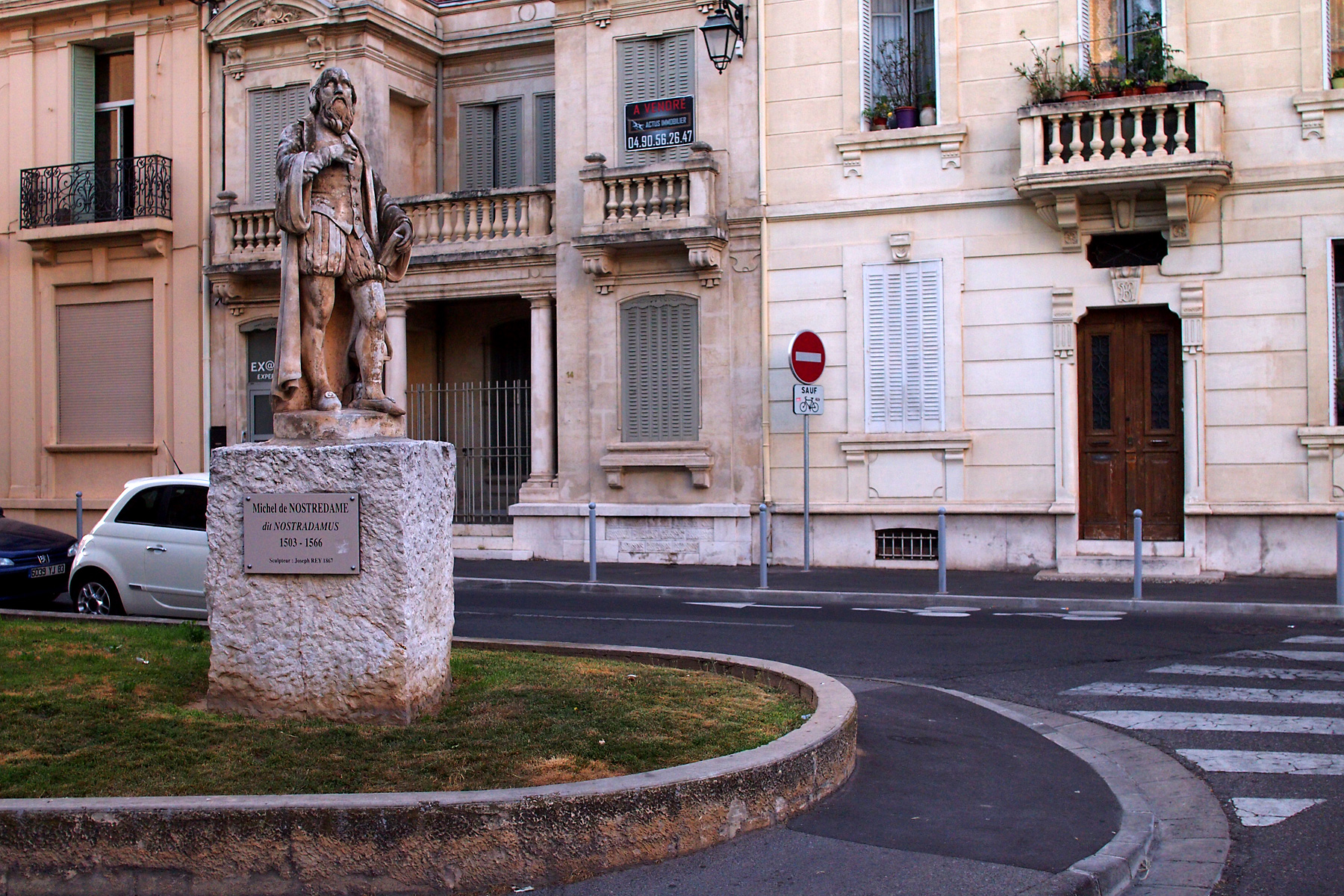
Статуя Нострадамуса у Салон-де-Прованс

Мішель де Нострдам (фр. Michel de Nostredame, відомий також як Нострадамус; нар. 14 грудня 1503, Сен-Ремі-де-Прованс — пом. 2 липня 1566, Салон-де-Прованс) — французький астролог, відомий оракул, лікар і алхімік, знаний за свої пророцтва.
Більшість академічних джерел відкидають уявлення про те, що Нострадамус мав справжні надприродні пророчі здібності й стверджують, що асоціації між світовими подіями і чотиривіршами Нострадамуса є наслідком неправильного тлумачення або неправильного перекладу (іноді навмисного). Учені стверджують, що прогнозам Нострадамуса характерна розпливчастість і неточність, їх можна застосувати практично до будь-яких подій.

## Біографія

### Походження
Мішель де Нотрдам народився 14 грудня 1503 року в містечку Сен-Ремі (Прованс) в сім'ї євреїв, навернених у католицтво у XV столітті. Сімейна легенда, переказана Сезаром де Нотрдамом в «Хроніці Провансу», говорить, що предки пророка служили лікарями при дворах Рене Доброго і герцога Калабрійського. Однак, виходячи з наявних фактів, можна лише стверджувати, що вони були досить освіченими і заможними людьми. Батько майбутнього провісника, Жом де Нотрдам (1470–1547) був нотаріусом, дідусь П'єр де Нотрдам (1430–1484) і прадід Давіно де Каркассон (1410–1473) займалися торгівлею в Авіньйоні, а прадіди П'єр де Сен-Марі (? −1485) і Жан де Сен-Ремі (? −1504) були лікарями в Арлі та Сен-Ремі. Хоча світська влада Франції м'яко ставилася до хрещених євреїв, більшість завжди підозрювала їх у таємному невірстві в Христа. Духовна влада над умами і серцями французів належала Римській Католицькій церкві, з благословення якої в той час чинилися гоніння на євреїв у багатьох країнах. Це спонукало останніх жити у відносно ізольованих громадах, зберігаючи свою культуру, традиції і звичаї.

### Кар'єра лікаря
У 1518 році Мішель де Нотрдам вирушає на навчання в Авіньйон, де в 1521 році отримує ступінь магістра мистецтв. Про подальші вісім років його життя відомо лише з його власної фрази в кулінарно-косметичній книжечці, згідно з якою ці роки пройшли в безперервних подорожах з метою «дізнатися і вивчити джерела і походження рослин і інших найпростіших речовин, що стосуються вершини медичної науки». У 1529 році офіційна біографія майбутнього провісника триває: він вступає на медичний факультет Університету Монпельє. Унаслідок різких висловлювань про вчителів та інтереси до забороненої фармацевтики його тут же ледь не виключили з університету. Проте конфлікт вдалося залагодити, і в 1534 році Мішель отримав докторський ступінь. З цього моменту його прізвище пишеться на латинський кшталт: «Nostradamus». У тому ж 1534 році він знову вирушає у мандри, в ході яких знайомиться з відомим астрологом і вченим Жюлем Сезаром Скалігером. Ймовірно за пропозицією Скалігера в 1536 році Нострадамус влаштувався в Ажені. Незабаром у його житті починається чорна смуга. У 1537 році від чуми в Ажені гинуть дружина і діти, в 1538 році його допитує інквізиція через нібито невтішні висловлювання про статую Діви Марії, і в тому ж році з незрозумілих причин виникає смертельна сварка Нострадамуса зі Скалігером. Нострадамус залишає Ажен. Від Скалігера він отримає згодом кілька дошкульних антисемітських епіграм, в яких той натякає на приховане юдейство Нострадамуса. Але молодший син Нострадамуса буде названий Сезаром — можливо, на честь Скалігера. Наступні кілька років Нострадамус проводить у мандрах по Італії та Німеччині. В 1544 році відновлює лікарську практику в Марселі, а в 1546 році бореться з чумою на південному сході Франції в Екс-ан-Провансі. За самовіддану працю лікаря він був удостоєний парламентом Екс-ан-Провансу довічної пенсії. Існують легенди про чудодійну силу створених ним ліків, проте до наших днів дійшли рецепти, що не виходять за рамки традиційної медицини XVI століття. У 1547 році Нострадамус одружився з Ганною Понсарден, і від цього шлюбу народиться згодом шість дітей, у тому числі Сезар де Нотрдам.

### Астролог і віщун
Звернення знаменитого лікаря до астрології і пророцтв виглядало несподіваним. У 1555 році Нострадамус опублікував свій перший астрологічний альманах, і в тому ж році в Ліоні виходить в світ перше видання Центурій, що містить 353 катрени з передмовою синові Сезару. Відомо, що ці пророцтва принесли йому неприємності. Після прибуття в Париж Нострадамус був попереджений, що влада готується допитати його про те, які науки він практикує, і яким чином робить передбачення. Він терміново повертається в Салон-де-Прованс, а потім в 1556 році вирушає до Італії. При цьому пророча діяльність продовжується. У 1558 році в заключній частині Центурій Нострадамус звертається до короля Генріха II, називаючи того володарем світу і розкриваючи йому історію людства в туманній формі на століття вперед. Невідомо, чи встиг король, який загинув на турнірі вже в 1559 році, ознайомитися з листом провісника. Після загибелі Генріха II, на запрошення сестри покійного, Нострадамус зустрічається при дворі з королевою Катериною Медічі. У 1561 році провісника ледь вдалося врятуватися від селян-католиків, які звинуватили його в симпатії до гугенотів. У тому ж році влада на пару днів взяла Нострадамуса під домашній арешт, вимагаючи описати долю короля Карла IX. Відповідь Нострадамуса не збереглася. У 1564 році Катерина Медічі і Карл IX відвідують провісника в Салоні і потім запрошують на зустріч в Арль, де призначають його королівським медиком і радником. Проте вже 2 липня 1566 року Нострадамус помер у Салоні від ускладнень подагри. На мармуровій плиті над його могилою викарбувано напис «Тут спочивають кістки знаменитого Мішеля Нострадамуса, єдиного з усіх смертних, який виявився гідним відобразити своїм майже божественним пером, завдяки впливу зірок, майбутні події всього світу».

### Легенди про Нострадамуса
Сімейний переказ в «Хроніці Провансу», що вийшов з-під пера Сезара де Нотрдама, свідчить, що королівський медик Абрам Саломон був прадідом Нострадамуса. Ця легенда не підтверджується фактами, але родинні зв'язки з Абрамом Саломоном могли бути складнішими. Часто стверджують, що дідусі провісника познайомили його з астрологією та Каббалою. Насправді, вони рано померли, і Мішель до всього доходив своєю головою. Кажуть, що вже в школі його прозвали «маленьким астрологом». Відома легенда, як одного разу Нострадамус передбачив долю двох поросят: біле порося, сказав він, з'їсть вовк, а чорне подадуть на обід. Щоб засоромити провидця, господар звелів заколоти біле порося, але його вже з'їв вовк, і кухар заколов чорне, в чому потім зізнався. До періоду італійських подорожей відноситься легенда про пророкування папського престолу молодому ченцю Феліче Перетті (майбутній Папа Сікст V). У 1820 і 1839 роках були опубліковані «Пророцтво Філіпа Оліваріуса» і «Пророцтво Орваля, записане Філіпом Оліваріусом», датовані нібито 1542 і 1544 роками, відповідно. Виникли чутки, що насправді вони зроблені Нострадамусом під час його зупинки під час мандрівок в абатстві Орваль. Стара легенда, переказана Шавіньї, першим дослідником творчості Нострадамуса, стверджує, що одного разу провидець допоміг королівському слузі знайти загубленого породистого собаку. Найгучніша легенда пов'язана з прогнозом загибелі на турнірі короля Франції Генріха II (Ц.1.К.35). Ймовірно, вона має під собою підстави, тому що після цих подій Нострадамус отримав визнання при королівському дворі. Однак ці підстави достовірно не відомі; ідея ж в катрені Ц.1.К.35 має характер інтерпретації і вперше з'являється через багато років у Сезара. Раніше Шавіньї для обґрунтування цієї легенди використав складніші міркування. Той же Шавіньї пише, що був свідком, як Нострадамус заздалегідь передбачив день і годину своєї смерті.

### Загадка родинного гербу
На родинному гербі Нострадамуса — дві чорні орлині голови та два золотих колеса з вісьма спицями кожне, на червоному полі. Ободи коліс зламані між сусідніми спицями. Девіз на гербі говорить: «Soli Deo» (лат.: «Богу Єдиному»). Неясно, дістався цей герб Нострадамусові у спадок, або ж був створений спеціально, після отримання докторського ступеня в 1534 році. Інтерпретатори вважають, що голови хижих птахів вказують на покликання лікаря — боротися з хворобами. Проте, тлумачення символу колеса залишається неоднозначним. Популярна версія, що жовте колесо зі зламаним ободом позначає розрив зв'язку з юдаїзмом, не витримує критики. Дійсно, згідно з едиктом Людовика IX Святого, після 1269 року євреям пропонувалося носити на одязі жовту мітку. Однак, форма цієї мітки часто змінювалася, а колесо з вісьмома спицями ніколи нею не було. Швидше за все, Нострадамус використовує колесо як звичайний солярний символ, що часто зустрічається в християнській іконографії, який в даному контексті може вказувати на цінність освіти. Девіз «Soli Deo» являє собою початок католицького девізу «Soli Deo Honor et Gloria» («Богу Єдиному честь і слава»), під яким відбувався рух Реформації, що може свідчити про симпатії провісника до гугенотів.

## Спадщина Нострадамуса
Творча спадщина Нострадамуса включає 10 центурій (942 катрени), передмови до них (листи синові Сезару і королю Генріху), ряд катренів без нумерації, щорічні альманахи з 1555 року, а також ряд творів, які прийнято вважати непророчими, такі як, наприклад, вільний переклад «Ілюмінація ієрогліфів Гораполлона» (1545). В архівах є заповіт і особисте листування Нострадамуса. Також існує ряд рукописів, авторство яких достовірно не встановлено, але іноді приписується Нострадамусові.

### Пророчі твори
Перу Нострадамуса належать щорічні альманахи, що видавалися з 1550 року до самої смерті. Кожен з альманахів містив один загальний катрен на рік, 12 катренів по місяцях року, і велику прозову частину з прогнозами. Саме альманахи принесли Нострадамусові славу за життя. Однак не всі їхні тексти дійшли до наших днів; в наш час[коли?] вибірка 141 катрена з альманахів (1555–1567) часто публікується як самостійний пророчий твір.
Перше видання «Пророцтв магістра Мішеля Нострадамуса», названих нині «центуріями» вийшло в Ліоні в 1555 році. Воно містило «Лист до сина Сезара» і 353 пророчих катрена. Лист Сезару викладає окультну філософію пророцтв і дає кілька прогнозів глобального характеру (… світ наближається до анарагонічної революції … до нас наближається смертоносний меч мору і найжахливіших воєн, що бували протягом трьох людських життів …) Число 353 близьке до так званої «планетної доби» довжиною 354 роки і 4 місяці, яка була відома в астрології середньовіччя. Друге видання (Ліон, 1557) містила, крім того, 288 нових катренів і застереження неосвіченим критикам (непронумерований катрен). Найперша зі збережених повних видань «Пророцтв» датоване 1568 роком тобто вже після смерті пророка. Воно містить лист Сезару, 942 катрена (7 центурія залишилася незавершеною) і лист до короля Генріха, цілком пророчий за змістом. ([Я] розрахував майже стільки ж подій прийдешнього часу, скільки і минулих років … до самого [Другого] пришестя на початку сьомого тисячоліття). Неясно, чи бачив цей лист номінальний адресат — король Генріх, загиблий на турнірі в 1559 році. Відомо тільки, що катрени з останніх центурій цитувалися за життя пророка, можливо, існувало невідоме нам видання, що передує 1568 року. «Додаткові катрени», наведені Шавіньі в «Першому лику французького Януса» (Ліон, 1594) під назвою фрагментів 11 і 12 центурій, швидше за все відносяться до одного з загублених альманахів Нострадамуса. Походження шести нових катренів 8 центурії у виданні Роффе (1588) сумнівно, а сіксенти Вінсента Сева (1606) вважають фальсифікацією.
Пророцтва Нострадамуса привели до публікації майже 10 тисяч книжок, автори яких намагаються дати відповідь на питання, що хотів сказати Нострадамус. Створені в смисловому просторі середньовічної Франції, середньофранцузькою мовою, з елементами латинської та грецької, пророцтва Нострадамуса виглядають для сучасного читача ще більш туманними і загадковими, ніж у XVI столітті. Оскільки лише деякі катрени мають явну хронологічну прив'язку, тлумачі часто впевнені, що Нострадамус писав саме про їх час. Між тим, на думку авторитетних дослідників, кінцева дата пророцтв чітко проглядається і збігається з кінцем Єврейського календаря (2240 рік) При цьому виявляються запозичення окремих фрагментів тексту, майже дослівні з Тита Лівія, Саванароли, Крініта, Русса.

### Переклади, маловідомі рукописи, особисте листування
Близько 1545 року Нострадамус у вільній віршованій манері виконав переклад з грецької «Ілюмінація ієрогліфів Гораполлона». Рукопис зберігся в одного з міністрів Людовика XIV, а потім потрапив в Національну бібліотеку Франції, де і був виявлений вже в XX столітті. За твердженням автора, в тексті рукопису описані древні єгипетські малюнки і дана їх інтерпретація. Цей текст викликає великий інтерес дослідників, тому що багато образів з нього присутні і в «пророцтвах». Так в кінці перекладу дається тлумачення таємничих знаків "Д. М.", що позначають підземних богів. Ці ж букви згадуються в 66 катрені 8 центурії, однак їх не вдається знайти у вихідних текстах Гораполлона.
Практично одночасно з «пророцтвами» Нострадамус видав дві роботи в галузі медичних наук: вільний переклад «парафраз Галена, його вмовляння Менодота у вивченні витончених мистецтв і медицини» (1557) і «Трактат про приготування варення» (1555). У першій з них дослідники виявили ознаки шифру.
У 1888 році в бібліотеці Риму знайдено рукопис, що містить 72 акварельних малюнки, авторство якого приписується Нострадамусу, втім бездоказово. Він відомий зараз під умовною назвою «Втрачена книга Нострадамуса» («The Lost Book of Nostradamus»).